# St. Francis Harbour (Nova Scotia)
St. Francis Harbour ist ein kleiner Ort in der kanadischen Provinz Nova Scotia im Guysborough County.
St. Francis Harbour gehört zur Municipality of the District of Guysborough. Im Ort gibt es die katholische Church of St. Francis und einen katholischen Friedhof. Der Ort hat 135 Einwohner.